# キアロモンテ
キアロモンテ（イタリア語: Chiaromonte）は、イタリア共和国バジリカータ州ポテンツァ県にある、人口約1,900人の基礎自治体（コムーネ）。

## 地理

### 位置・広がり

#### 隣接コムーネ
隣接するコムーネは以下の通り。括弧内のCSはコゼンツァ県所属を示す。
- カストロヌオーヴォ・ディ・サンタンドレーア
- カストロヴィッラリ (CS)
- エピスコピーア
- ファルデッラ
- フランカヴィッラ・イン・シンニ
- モラーノ・カーラブロ (CS)
- ノエーポリ
- ロッカノーヴァ
- サン・コスタンティーノ・アルバネーゼ
- サン・セヴェリーノ・ルカーノ
- セニーゼ
- テアーナ
- テッラノーヴァ・ディ・ポッリーノ
- ヴィッジャネッロ

## 行政

### 分離集落
キアロモンテには、以下の分離集落（フラツィオーネ）がある。
- Armirosse, Battifarano, Bosco Magnano, Canocchielo-Pollino, Ponte, Cupolo, Grottole, Largo di Mezzo, Mancuoso, Pietrapica, Sagittario, Sammarella, San Pasquale, Sant'Uopo, Corice, Vertunno, Fiego, Ricolio, Cotura, Ischia, Ischitello, Don Fabio, Molioto, Pieschi, Savino, Valle Pastori, Foresta, Giardini del vescovo, Mainieri, Capricci, Poziello